# Батіжок (притока Кодими)
Батіжо́к (Козанка) — річка в Україні, в межах Балтського району Одеської області. Ліва притока Кодими (басейн Південного Бугу). 

## Опис
Довжина річки 35 км. Долина порівняно вузька і глибока, з дещо вищими правими схилами, порізаними ярами і балками. Річище помірно звивисте, у верхів'ї влітку пересихає. Споруджено кілька ставків. 

## Розташування
Батіжок бере початок на північний захід від села Лісничівки. Тече переважно на південний схід і (місцями) на схід, у пригирловій частині — на південь. Впадає до Кодими в північно-східній частині села Гольми. 
Над річкою розташовані села: Козацьке, Коритне, Пасат і Гольма. 
- У долині річки розташовані природоохоронні території: ботанічний заказник Лісничівка і Коритнівський ентомологічний заказник.